# Masaaki Ueki
Masaaki Ueki (植木 政明, Ueki Masaaki; * 24. März 1939 in Tokio; † 14. Juli 2024) war ein japanischer Karateka und Träger des 10. Dan im Shōtōkan-Karate.
Masaaki Ueki erlernte das Karate unter anderem bei Sugiura Motokuni und machte seinen Abschluss an der Asia University of Japan in Tokio. Seit 1961 war er Mitglied der Japan Karate Association (JKA).
Als Karateka holte er mehrere große Titel. So gewann er die JKA All-Japan Karate Championships 1965, 1967, 1968, 1971, 1974 und 1975 in der Kata sowie 1968 auch im Kumite.
Bis zu seinem Tod war Ueki Chiefinstruktor der JKA.
2019 erhielt Ueki den 10. Dan, die höchste Auszeichnung im Karate. Somit zählte er zusammen mit Hirokazu Kanazawa, Hiroshi Shirai und Teruyuki Okazaki zu den zu diesem Zeitpunkt weltweit einzigen lebenden Trägern des 10. Dan im Shōtōkan-Karate.